# رد جت ۵
رد جت ۵ (به انگلیسی: Red Jet 5) یک کشتی است که طول آن 32.9m می‌باشد. این کشتی در سال ۲۰۰۹ ساخته شد.